# Răzvan Dâlbea
Răzvan Adrian Dâlbea (n. 8 octombrie 1981, Aiud, România), este un fotbalist român liber de contract, care joacă pe post de mijlocaș. A fost cumpărat în 2006 de Unirea Alba Iulia de la Tricolorul Breaza cu 10.000 de euro și a ajuns în fotbalul de nivel național când a jucat pentru CSU Voința Sibiu.